# Margarita Matulyan
Marguerite Matulyan  (en arménien : Մարգարիտա Մատուլյան, née le 7 juin 1985 à Erevan) est une artiste arménienne, sculptrice.

## Carrière
Margarita Matulyan est née en 1985 à Erevan dans la famille du peintre Tigran Matulyan, artiste émérite de l'Arménie. Elle est diplômée de  l'Académie nationale des arts d'Arménie à Erevan. Depuis 2010, elle est membre de l'Union des Artistes d'Arménie. Marguerite travaille au National Center of Aesthetics, comme professeur de sculpture du studio-college des beaux-arts. Depuis 2012, les œuvres de Margarita Matulyan sont en permanence exposées à la Galerie d'Art Aramé, à Erevan, en Arménie,.
Margarita Matulyan crée ses sculptures en bronze, en cuivre et en papier.

## Expositions personnelles
- Exposition de statues de bronze, Albert & Tov Boyajian Galerie, Erevan, 2006
- "Papier Statues", Le Monde Universitaire De La Galerie, Erevan, 2010[4]
- Exposition à l'Ambassade arménienne au Danemark, à Copenhague, au Danemark, en 2016

## Expositions de groupe
- "Nouneh Tumanyan and Students", Albert & Tov Boyajian de la Galerie; Erevan, 2007
- Concours d'exposition consacré au 15e anniversaire de la libération de Shoushi, Galerie Nationale d'Arménie, Erevan, 2007
- Concours d'exposition de jeunes artistes consacré à St.Sargis day Artists de l'Union des Artistes d'Arménie, Erevan, 2009
- Exposition consacrée au 8 mars, l'Union des Artistes d'Arménie, Erevan, 2009
- Exposition nationale des Graphismes et de la Sculpture, de l'Union des Artistes d'Arménie, Erevan, 2009
- Exposition nationale de jeunes artistes, un concours consacré à St.Sargis day Artists (Reçu le 2e prix) de l'Union des Artistes d'Arménie, Erevan, 2010[5]
- Exposition nationale consacrée au 8 mars, l'Union des Artistes d'Arménie, Erevan, 2010
- Exposition consacrée à la 19e anniversaire de l'Indépendance de la RHK, 2010
- Exposition consacrée au 8 mars, l'Union des Artistes, Erevan, 2011
- Exposition de groupe, de l'Union des Artistes d'Arménie. Erevan, 2011
- Exposition consacrée au 8 mars, l'Union des Artistes, Erevan, 2012
- Exposition De Groupe , "Arame" Galerie D'Art, Erevan, 2012
- Exposition de groupe, de l'Union des Artistes d'Arménie, Erevan, 2012
- Exposition, Arame Galerie D'Art, 2012
- Exposition dans Bairut Souks, Arame Galerie d'Art. Beyrouth, Liban, 2013
- Exposition consacrée au 8 mars, l'Union des Artistes; Erevan, 2014
- Exposition De Groupe, Arame Galerie D'Art, Erevan, 2014
- Exposition de groupe, de l'Union des Artistes d'Arménie, Erevan, 2014
- Exposition de groupe, "la Beauté dans la Paume", Arame Galerie d'Art, Beyrouth, Liban, 2014
- Exposition de groupe, de l'Union des Artistes d'Arménie, Erevan, 2015
- Exposition de groupe, la Danse de l'Union des Artistes d'Arménie, Erevan, 2015
- Exposition consacrée au 8 mars, l'Union des Artistes, Erevan, en 2016

## Galerie

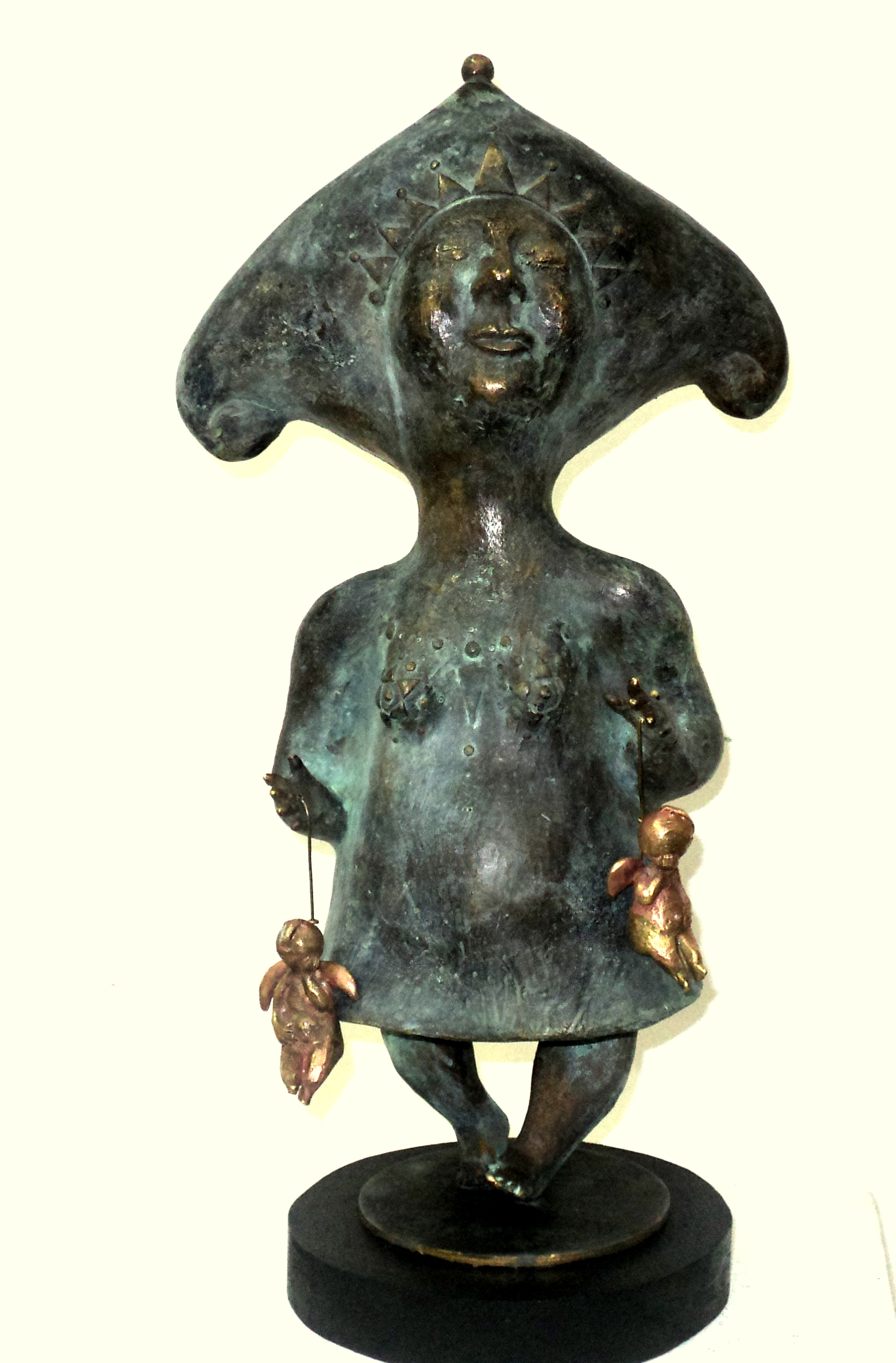
Le Clown de bronze
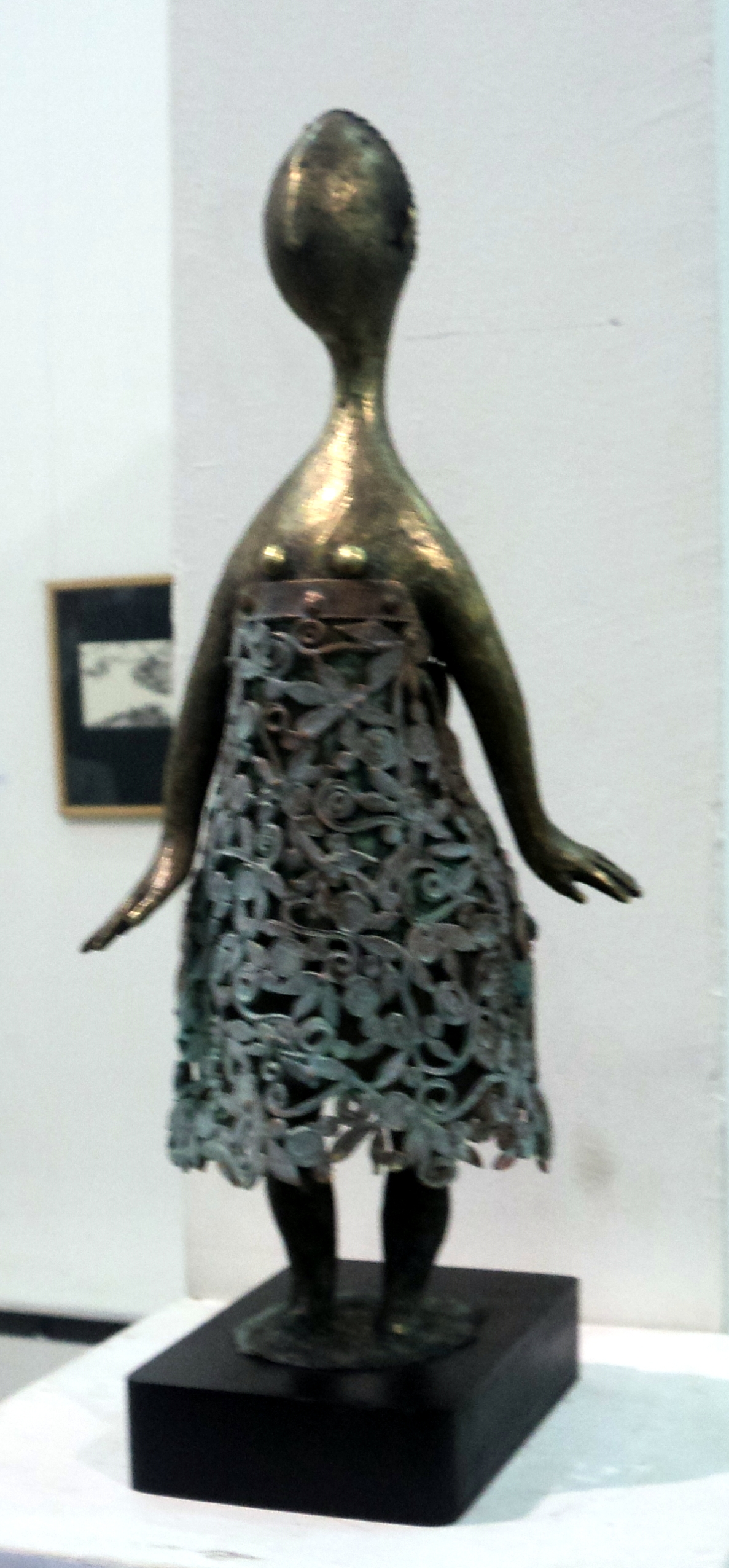
La Danceuse

### Autres projets
- Margarita Matulyan sur Commons